# Alalach
Alalach (obecnie Tall Atchana) – starożytne  miasto, stolica królestwa Mukisz. Położone w granicach dzisiejszej Turcji, w prowincji Hatay, na równinie Amuk nad rzeką Orontes.

## Historia
- XVIII wiek p.n.e. – Alalach staje się wasalem królestwa Jamhad
- XVII wiek p.n.e. – miasto zostaje zdobyte przez Hetytów
- XV wiek p.n.e. – miasto znajduje się w strefie wpływów Egiptu
- XIII wiek p.n.e. – Alalach zostaje zniszczone w trakcie najazdu tzw. Ludów Morza
- ok. 1183 p.n.e. – miasto trawi pożar w 5 roku panowania Ramzesa III

## Wykopaliska
Wykopaliska rozpoczął w roku  1936 Leonard Woolley. Najważniejszym obiektem są pozostałości pałacu Nikmepy, króla Alalach datowane na 1450-1370 p.n.e.